# بيتر دوغلاس
بيتر دوغلاس (بالإنجليزية: Angus Douglas)‏ هو لاعب كرة قدم بريطاني (وحمل سابقاً جنسية المملكة المتحدة لبريطانيا العظمى وأيرلندا) في مركز جناح ‏، ولد في 1889 في المملكة المتحدة، وتوفي في 14 ديسمبر 1918 بسبب الإنفلونزا الأسبانية وإنفلونزا. لعب مع تشيلسي.

## وصلات خارجية
- بيتر دوغلاس على موقع الاتحاد الإسكتلندي (الإنجليزية)
- بيتر دوغلاس على موقع قاعدة بيانات كرة القدم.إي يو (الإنجليزية)